# 神奇王國
神奇王國是美國佛羅里達州里的世界第一個神奇王國型的經典迪士尼樂園，也是世界上第二座暨美國本土第二座迪士尼樂園；神奇王國同時為該度假區——華特迪士尼世界度假區內的第一座主題樂園。神奇王國位於灣湖的華特迪士尼世界度假區，在1971年10月1日就已經開放。它開始時的主題到現在一直都是“世界上最具魔力的國度”，與世界第一個元祖迪士尼樂園的“世界上最具歡樂的國度”相對。另外，2008年有1,700萬遊客來訪，從2008年開始它就超越了世界第一個迪士尼、成為世界上遊客最多的主題樂園，直到現在。神奇王國的象征、也是自2006年6月起華特迪士尼影業的電影作品開頭場景——灰姑娘城堡，已經成為整個華特迪士尼公司和迪士尼影業的代表性標誌。最後它還是世界其他地區的迪士尼樂園——東京迪士尼樂園、巴黎迪士尼樂園和香港迪士尼樂園的規劃模板，除上海迪士尼樂園外的其他非美國的迪士尼樂園都是按照神奇王國的規劃而建造，而不是世界第一座迪士尼樂園。

## 概述
神奇王國最初是由華特迪士尼幻想工程設計和建造的，因為神奇王國建成後華特迪士尼已經去世，所以為了紀念他而在美國小鎮大街車站的城門上刻有他的兄長——老羅伊·迪士尼為整個華特迪士尼世界度假區提的簽名。神奇王國的布局和遊樂設施類似美國加州安納罕的元祖迪士尼樂園，但是特點是更大、更加稀疏，沒有『瑞士雪山』和『真人潛水艇』這兩個項目。
佛州奧蘭多迪士尼樂園擁有很多空地，以總面積來講，足足有巴黎迪士尼樂園度假區的5.6倍、上海迪士尼度假區的26.8倍、東京迪士尼度假區的54.7倍、香港迪士尼樂園度假區的87.3倍。

## 歷史

### 建造
華特迪士尼公司在創始人華特·迪士尼死後隔年於1967年開始建造度假區和神奇王國，不過華特死前就已經參加了佛羅里達工程計劃的初步構想。老羅伊·迪士尼於華特逝世後全面繼承公司繼續接手計畫完成弟弟遺志，完工後為了紀念弟弟特地在開幕典禮宣示將整體園區從原計畫名「迪士尼世界」更名為「華特迪士尼世界」。神奇王國一開始的建築布局與加利福尼亞的迪士尼世界類似，不過神奇王國的面積更大，它的設計也比迪士尼樂園好。據說華特有一次在迪士尼樂園里看到一名西部牛仔走過明日世界，他想在新公園里避免這樣不相稱的情景。為了達到這個目的，所以在神奇王國的地下有一系列隧道。通過這些隧道可使工作人員可以走出遊客待的地方，但是不破壞其它景象。由於佛羅里達的地下水水位比較高，因此這些隧道無法建在地下，而是建造在地上。也就是說真正的公園是建在二層樓，因此神奇公園的高度為107英尺。隧道周圍的地方使用同時建造的七海礁湖挖出來的泥沙填上。只有在最初建造的區域里有隧道，後來擴建的地方沒有隧道。一開始計劃在其它地方也建隧道，但是由於費用的緣故沒有采納。愛普考特主題公園里的未來世界和歡樂島也有小型的隧道設施。

### 開放
1971年10月1日神奇王國是華特·迪士尼計劃的佛羅里達工程中最早開放的一部分。當時它是度假區里唯一的主題公園，與兩個旅館同時開始營業：迪士尼當代度假旅館和迪士尼波里尼西亞度假旅館。公園開放時里面有23個景點，其中三個是神奇王國所獨有的，另外20個是從迪士尼樂園拷貝過來的。華特迪士尼公司允諾增添景點。這些景點分布在六個主題場地上。其中五個是從迪士尼樂園拷貝過來的，自由廣場則是神奇王國特有的。自從開放以來神奇王國只被關閉過十次：颶風佛洛伊德、九一一襲擊事件、颶風查利、颶風弗朗西絲、颶風珍妮、颶風馬修、颶風威爾瑪、颶風多利安、新型冠狀病毒疫情和颶風伊恩。

### 名稱混淆
由於神奇王國和迪士尼樂園很類似，因此它們的名字往往被混淆。華特迪士尼度假區被建造前迪士尼樂園的非官方昵稱是“神奇王國”，官方昵稱則是“世界上最歡樂的地方”。而神奇王國的昵稱則是“世界上最神奇的地方”。神奇王國的門票上總是寫著公園的官方名稱。1994年公園被正式命名為神奇王國公園，來與迪士尼樂園區分。

## 交通和售票中心
神奇王國的構局使得公園和停車場之間有一英里多的路，停車場位於人工的七海礁湖對面。遊客到達公園後首先由無軌列車把他們帶到交通和售票員中心，遊客可以在這里買門票，也可以從這里達車去度假區的各個地方。這里還有一個小紀念品商店、寵物收納處和所有四個主題公園的失物招領處。
遊客可以乘坐單軌列車或者史泰登島渡輪式的船來到神奇王國。渡輪有三艘，分別是三個不同的顏色，以前迪士尼經理命名。
EPCOT主題公園在1982年開放後也可以通過單軌列車到達，之後新加的迪士尼好萊塢影城和迪士尼動物王國需要通過汽車才能到。

## 區域
公園的地圖顯示七個主題景區，48個景點。公園的總面積53公頃，所有的景區環繞灰姑娘城堡，從這里道路向周圍輻射出去。華特迪士尼世界鐵路沿公園周邊運行，在三個景區有車站。

### 美國小鎮大街

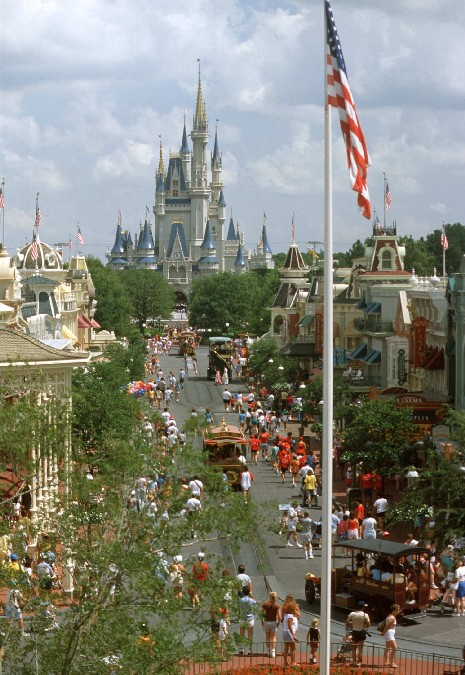
主街，美國

神奇王國的美國小鎮大街不僅僅是美國中部小城的覆制，而是吸收了美國其它地方的風格影響，比如新英格蘭和密蘇里州。比如在主街中部的“四角”地區每個角體現了一個不同的建築風格。這里也沒有迪士尼樂園里有的歌劇院，取而代之的是一座博覽會。主街兩側到處是出售紀念品和食物的商店。街道的主要裝飾是20世紀初美國小城的裝飾，這個風格來自於華特·迪士尼本人童年的回憶和電影《小姐與流氓》。市政廳里有提供信息和協助的職員。街上還有一座真正的理發店。街上還有兩座飯店，以及一家賣熱狗之類典型美國零食的商店。在街的盡頭是華特迪士尼世界鐵路的車站。
主街代表著神奇王國的門戶。遊客從車站下車首先看到的就是美國小鎮大街。美國小鎮大街兩側樓房的上層窗上貼著許多假公司的招牌。這些公司的名字里多包含與華特迪士尼世界度假區有重要關系的人物的名稱。主街上有兩座塑像，一座是華特·迪士尼和米老鼠在灰姑娘城堡前的塑像，標題為“夥伴”。另一座是羅伊·迪士尼和米妮老鼠坐在城市廣場上，標題為“分享神奇”。
日本東京迪士尼的世界市集就是仿照這裡的美國小鎮大街所創造的，其中的遊樂設施幾乎一模一樣，區別在於日本的世界市集為了對應日本的多雨氣候、增加了巨大的屋頂棚。
神奇王國的美國小鎮大街是世界上最長的，並且在2018年完成改造，重新鋪上橘紅色地磚，並且恢復了马车铁路。

### 自由廣場
公園的這部分基於美國獨立時期的城市。這里有幽靈鬼屋和總統廳。在2019年，將會建成唯一一個在迪士尼樂園境內的歌劇院，裡面可以舉辦音樂會或者歌劇，規格按照維也納國家音樂廳的標準來實施。

### 幻想世界

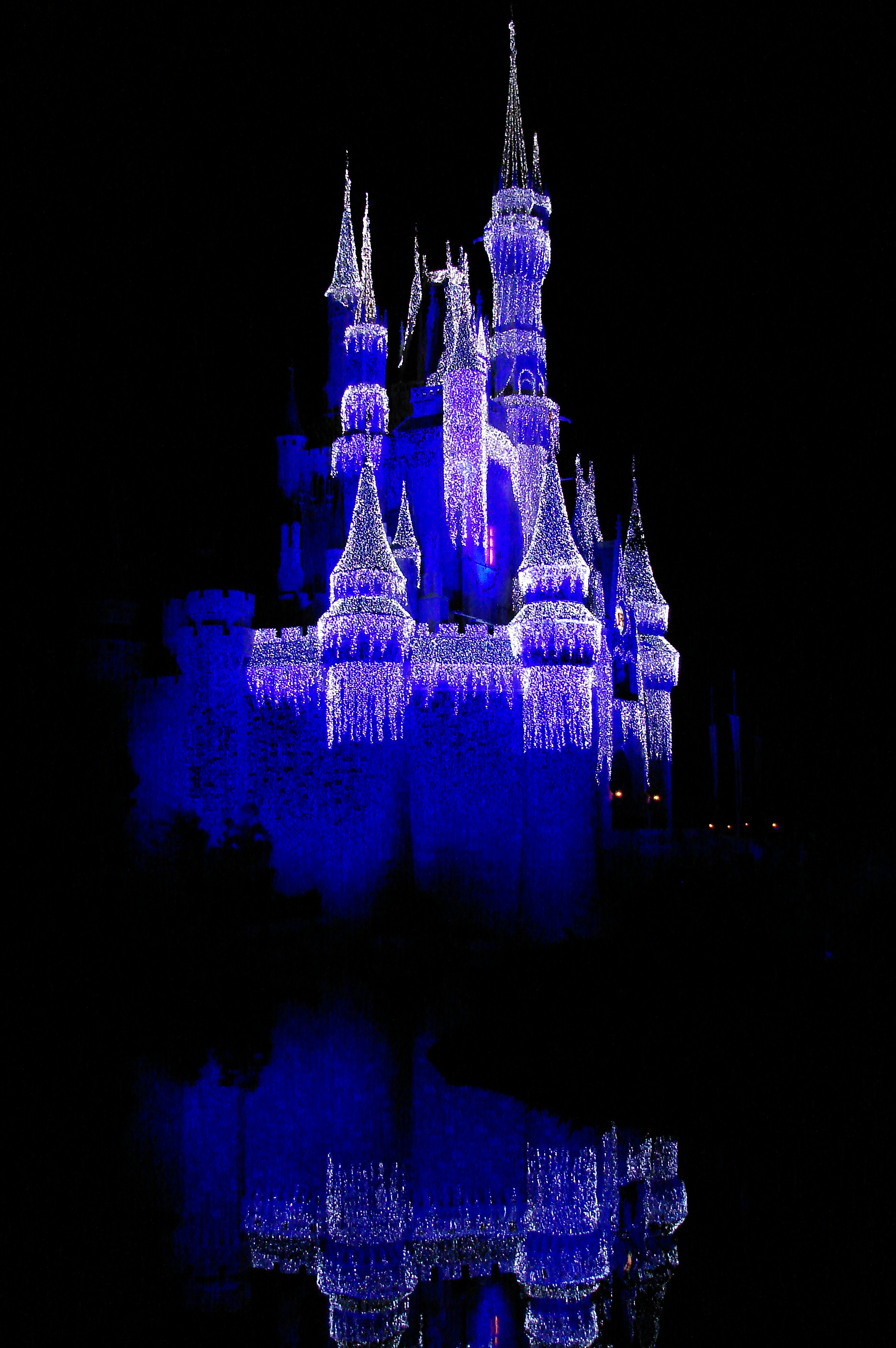
夜間的灰姑娘城堡

按照華特·迪士尼的話來說“幻想世界是奉獻給心靈年輕和相信雖然你的願望在星星之上你的夢依然會成為現實的人。”幻想世界的布置是中世紀市場和狂歡節的景象。計劃這個部分到2013年為止進行大型擴展。擴建計劃已經在2013年完成，另會興建《小魚仙》遊戲，同時在《美女與野獸》的城堡建造新的用膳區，遊客亦可以在多個主題城堡、小屋及別墅探望不同的迪士尼公主。
灰姑娘城堡位於主街的另一端，它實際上只有50米高，但是看上去卻比這要高得多，其原因是它利用了一個被稱為強制性視野的技術。和主街上所有的建築一樣，它的第二層樓實際上是假的，比第一層樓矮，而第三層樓比第二層樓矮。城堡最上面的窗戶比看上去的實際上要小得多，這個視覺幻覺的結果是所有的建築物比它們實際上要高大得多。幻想世界的景點包括小小世界、彼得·潘的飛行、小飛象、小熊維尼歷險記、米奇幻想曲、白雪公主歷險記、灰姑娘金轉馬和瘋帽子旋轉杯。樂園內每日有遊行和晚間煙火盛會。
幻想世界與2014年擴張完成。擴建工程取消了另外一整個園區（童話小鎮，米奇、美妮、唐老鴨的住家），在原址上建立了一比一比例的美女與野獸城堡和法國餐廳、一比一比例的小美人魚歷險記和海盜船、一比一比例的長髮公主園區，以犧牲米老鼠的卡通性為代價、增加了少女美麗和童話幻想色彩。

#### 卡通城
這個部分已拆除來擴展幻想世界。

### 邊域世界

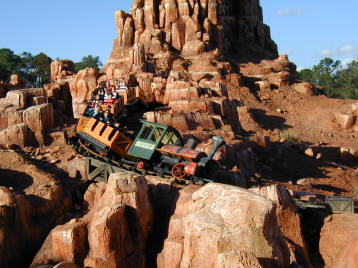
巨雷山鐵路

在邊域世界遊客可以領受美國西部開發時期的景象：牛仔和印第安人，探索美國河流的秘密。前線國包括經典的經典如巨雷山鐵路、湯姆·索亞島、史百力士山、鄉村頑熊音樂會等等。
相對於探險世界的綠色、叢林風格，邊域世界雖然名字差不多，但是是以土黃色、金黃色、深褐色為主，植物主要為仙人掌，有非常多的山、礦石、美國牛仔小鎮的場景。
在此原本有一個叫做『米奇音樂會』的活動，是讓米奇和所有迪士尼的角色唱出主題曲的“人形木偶音樂會”，裡面的每一個木偶都能獨立做出動作和發聲。這個遊樂設施在東京迪士尼完成之後、當作禮物送給日本了，取而代之的是使用3D眼睛的全新遊樂設施。

### 探險世界

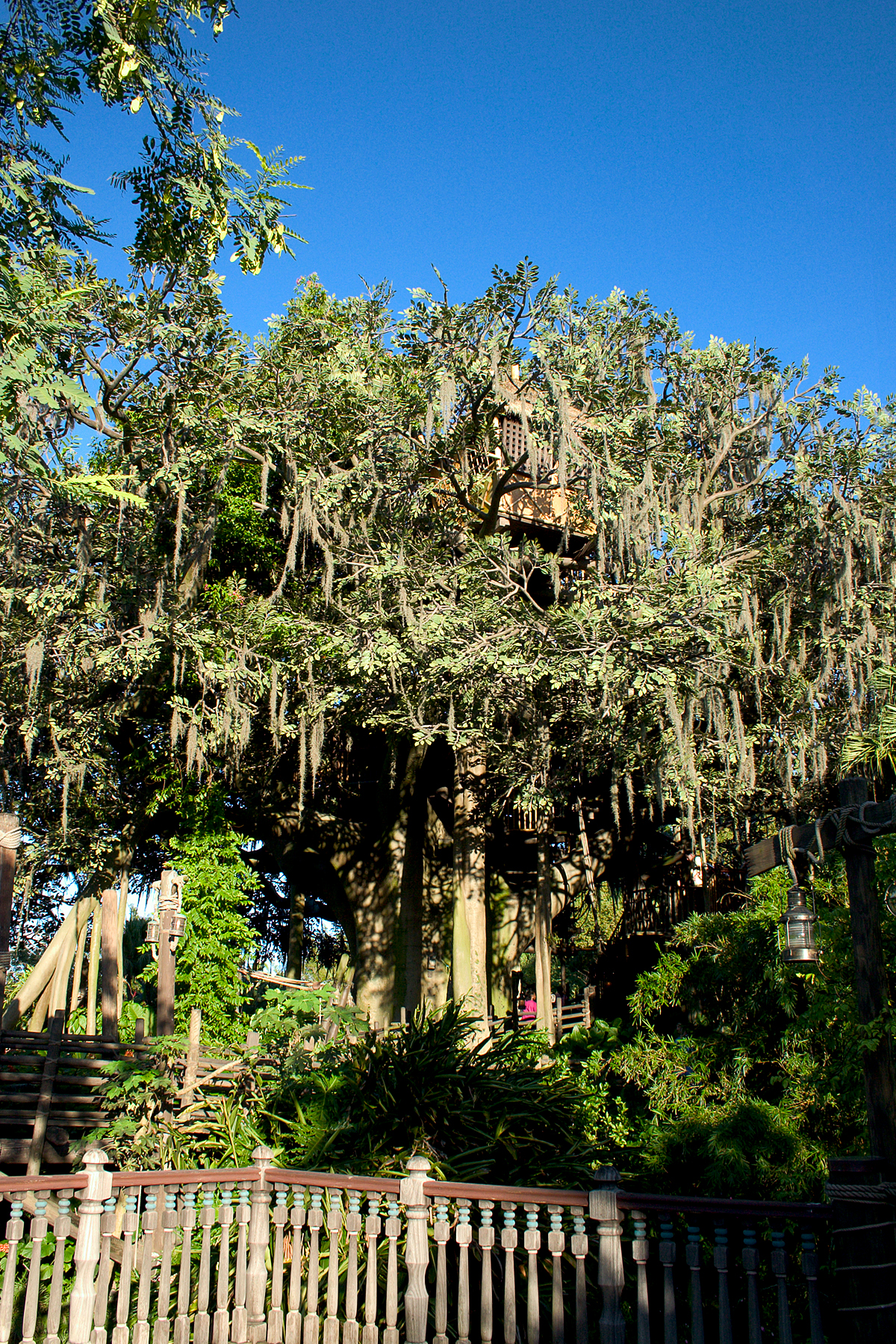
羅賓遜一家的瑞士樹屋

探險世界代表著在陌生國度探險的神秘。它的主題類似非洲、亞洲、南美洲和南太平洋的森林。它當中的一個廣場類似加勒比海城市的廣場。遊客可以在這里遊玩經典的加勒比海海盜和密林遊記之類的遊徑。
探險世界和其他迪士尼最大的不同在於面積的大小，雖然它本身的大小是屬於世界所有迪士尼當中第二大的，但是由於神奇王國本身的佔地面積更大，所以從衛星雲圖上看、或者遊客實際走訪的話，會感覺相對而言沒那麼大。
探險世界除了自然風景，還結合了英國和西班牙的殖民建築、早期開拓者建造的木屋、北美原住民的印第安建築等等，雖然此區的主題為亞洲非洲森林，但是不屬於這些地區的很多東西也出現在其中。

### 明日世界
按照華特·迪士尼的話來說：“明日可能是一個美妙的時代。今天我們的科學家在打開太空時代的大門，他們的成就可能對我們的孩子和未來的一代帶來好處。明日世界景區的設計使得你有機會參加我們未來不斷變換的藍圖中的冒險。”
明日世界的布置是一個星際會議中心，其中的經典景點包括太空山。
2022年，將會引進上海迪士尼樂園的創極速光輪的遊樂項目，成為世界所有迪士尼當中唯一擁有飛越太空山和創極速光輪的明日世界。

## 入園率
| 2000       | 2001       | 2002       | 2003       | 2004       | 2005       | 2006       | 2007       | 2008       | 2009       |
| ---------- | ---------- | ---------- | ---------- | ---------- | ---------- | ---------- | ---------- | ---------- | ---------- |
| 15,400,000 | 14,700,000 | 14,000,000 | 14,040,000 | 15,100,000 | 16,100,000 | 16,640,000 | 17,060,000 | 17,063,000 | 17,233,000 |
| 2010       | 2011       | 2012       | 2013       | 2014       | 2015       | 2016       | 2017       | 2018       | 2019       |
| 16,972,000 | 17,142,000 | 17,536,000 | 18,588,000 | 19,332,000 | 20,492,000 | 20,395,000 | 20,450,000 | 20,859,000 | 20,963,000 |
| 全球排名   |            |            |            |            |            |            |            |            |            |
| 1          |            |            |            |            |            |            |            |            |            |